# Warsaj (huyện)
Warsaj là một huyện thuộc tỉnh Takhar, Afghanistan. Dân số thời điểm năm 1999 là 29,566 người.